# 651-es busz
A 651-es busz Taksony, vasútállomás és Kiskunlacháza, vasútállomás elágazás között közlekedő autóbuszjárat, amelyet a MÁV Személyszállítási Zrt. üzemeltet.

## Útvonala
Az autóbusz-járat Taksony vasútállomás megállóból indul, majd a következő megállási pont Taksony, Zsellérdűlő megálló lesz. Ezután Dunavarsányon, Délegyházán és Áporkán át megérkezik Kiskunlacházára, ahol Kiskunlacháza, vasútállomás elágazás megállónál véget ér az útvonal.